# 財光寺車站
財光寺車站（日语：／ Zaikōji eki */?）是一由九州旅客鐵道（JR九州）所經營的鐵路車站，位於日本宮崎縣日向市，是JR九州所屬的日豐本線沿線車站之一。是個每日平均利用率僅有265人次（2015年統計）的郊區小站。現時為簡易委託站。

## 車站結構
本站與旭丘站一樣，都是因通勤需要而設立的簡易車站，時間上比旭丘站遲一年開業。出入口建於月台末端，因應繁忙時間的通勤需要，因此興建了一座細小的簡易式站房，並安排職員駐守。從入口中進站後，前端為附設售票窗口的售票大堂及一張細小的木製候車座椅，購票後可從旁邊進入月台，中間為可容納一人的站務室，後端為儲物室。本站並未有裝設自動售票機，如職員不在時，則須於列車上取乘車票。
出入口對出設有3個有蓋單車停泊場。

### 月台
由於建設在單線軌道上，所以只有側式月台1個，為列車不可交換的車站。也是日豐本線上相對較少的單月台車站。長約80米。靠近站房的約20米月台設有上蓋，月台上亦另設有1張候車長櫈。
列車到站時，往宮崎方向為左側上落，往延岡方向為右側上落。
| 路線      | 上下行 | 方向                                           |
| --------- | ------ | ---------------------------------------------- |
| ■日豐本線 | 上行   | 延岡方向                                       |
| ■日豐本線 | 下行   | 南宮崎、宮崎機場、田野、西都城、鹿兒島中央方向 |

## 歷史
- 1989年3月11日：車站啟用[1]。
- 1996年6月1日：隨宮崎綜合鐵道事業部（日语：宮崎総合鉄道事業部）成立，車站從大分分社（日语：九州旅客鉄道大分支社）改為鹿兒島分社（日语：九州旅客鉄道鹿児島支社）管理。
- 2022年4月1日：隨宮崎綜合鐵道事業部改組，並且昇格為宮崎支社（日语：九州旅客鉄道宮崎支社），車站管理權由宮崎支社承繼[2]。

## 使用狀況
以下為近年1日平均乘車人次，2016年度起JR九州再沒有提供數據，但表示本站於2020年度的平均1日乘車人數為介於100-248人之間，2021年度重新打入前300名，排名第299位，與第300名的一本松站人數相同。2022年繼續位處300名之末。2023年再度跌出首300位內。
| 年度   | 1日平均 乘車人次 |
| ------ | ---------------- |
| 1996年 | 271              |
| 1997年 | 257              |
| 1998年 | 234              |
| 1999年 | 215              |
| 2000年 | 196              |
| 2001年 | 208              |
| 2002年 | 219              |
| 2003年 | 228              |
| 2004年 | 252              |
| 2005年 | 265              |
| 2006年 | 269              |
| 2007年 | 272              |
| 2008年 | 247              |
| 2009年 | 242              |
| 2010年 | 224              |
| 2011年 | 233              |
| 2012年 | 265              |
| 2013年 | 286              |
| 2014年 | 272              |
| 2015年 | 265              |
| 2016年 | 未有資料         |
| 2017年 | 未有資料         |
| 2018年 | 未有資料         |
| 2019年 | 未有資料         |
| 2020年 | 未有資料         |
| 2021年 | 246              |
| 2022年 | 267              |
| 2023年 | >100             |

## 相鄰車站
九州旅客鐵道
日豐本線
日向市－財光寺－南日向

## 外部連結
- JR九州 – 財光寺車站 （页面存档备份，存于）（日語）